# Paulo Costanzo
Paulo Costanzo (Brampton, Ontario, 1978. szeptember 21. –) kanadai színész.
Filmjei közé tartozik a Cool túra (2000), a Josie és a vadmacskák (2001) és a 40 nap és 40 éjszaka (2002). Fontosabb televíziós szereplései voltak a Joey, a Luxusdoki, az Aznap éjjel és A kijelölt túlélő című sorozatokban.

## Filmográfia

### Film
| Év   | Magyar cím            | Eredeti cím                               | Szerep                    | Magyar hang     |
| ---- | --------------------- | ----------------------------------------- | ------------------------- | --------------- |
| 2000 | Cool túra             | Road Trip                                 | Rubin Carver              | Bodrogi Attila  |
| 2001 | Josie és a vadmacskák | Josie and the Pussycats                   | Alexander Cabot           |                 |
| 2001 |                       | Gypsy 83                                  | Troy                      |                 |
| 2002 | 40 nap és 40 éjszaka  | 40 Days and 40 Nights                     | Ryan                      | Boros Zoltán    |
| 2003 | Született bankrablók  | Scorched                                  | Stuart 'Stu' Stein        | Papp Dániel     |
| 2003 | Fóbiák fogságában     | A Problem with Fear                       | Laurie                    |                 |
| 2004 |                       | The Tao of Pong                           | Hank                      |                 |
| 2006 | Dr. Dolittle 3.       | Dr. Dolittle 3                            | Cogburn, a kakas (hangja) | Szokol Péter    |
| 2006 | Egészbe-tépve         | Puff, Puff, Pass                          | lakó                      |                 |
| 2006 | Egy lógós zöldségei   | Everything's Gone Green                   | Ryan                      | Szabó Máté      |
| 2007 |                       | The Day the Dead Weren't Dead (rövidfilm) | Sandbrooks rendőr         |                 |
| 2008 | A tüske               | Splinter                                  | Seth Belzer               | Szatmári Attila |
| 2010 |                       | A Beginner's Guide to Endings             | Jacob 'Cob' White         |                 |
| 2013 |                       | How to Be a Man                           | Gary                      |                 |
| 2013 | Égő érzés             | That Burning Feeling                      | Adam Murphy               |                 |

### Televízió
| Év        | Magyar cím                         | Eredeti cím                               | Szerep                     | Megjegyzések                                            |
| --------- | ---------------------------------- | ----------------------------------------- | -------------------------- | ------------------------------------------------------- |
| 1997      | Gengszterápia                      | The Don's Analyst                         | Vito fiatalon              | tévéfilm                                                |
| 1998      | Randi az elnök lányával            | My Date with the President's Daughter     | Arthur                     | tévéfilm                                                |
| 1998      | Az igaz bátorság – Két pár         | Rescuers: Stories of Courage: Two Couples | Yaakov / Gaston            | tévéfilm ("Marie Taque" szegmens)                       |
| 1998–1999 |                                    | Animorphs                                 | Aximili-Esgarrouth-Isthill | visszatérő szereplő                                     |
| 1999      | A szerelem földje                  | Seasons of Love                           | Eugene                     | minisorozat (2 epizód)                                  |
| 1999      | Y-akták – A lélek határai          | Psi Factor: Chronicles of the Paranormal  | Tony D'Angelo              | 1 epizód                                                |
| 2004–2006 | Joey                               | Joey                                      | Michael Tribbiani          | - főszereplő - magyar hangja: - Bartucz Attila          |
| 2008      |                                    | The More Things Change...                 | Nesby Phelps               | tévéfilm                                                |
| 2009–2016 | Luxusdoki                          | Royal Pains                               | Evan Roth Lawson           | főszereplő                                              |
| 2014      | Gyilkos elmék                      | Criminal Minds                            | Shane Wyeth                | egy epizód                                              |
| 2015      | A Térség                           | The Expanse                               | Shed Garvey                | főszereplő (1. évad) 4 epizód                           |
| 2016      | Aznap éjjel                        | The Night Of                              | Ray Halle                  | minisorozat (főszereplő)                                |
| 2017–2018 | A kijelölt túlélő                  | Designated Survivor                       | Lyor Boone                 | - főszereplő (2. évad) - magyar hangja: - Hamvas Dániel |
| 2019      | FBI – New York különleges ügynökei | FBI                                       | Spencer Briggs             | vendégszereplő (1. évad)                                |
| 2022      | Feltöltés                          | Upload                                    | Matteo                     | visszatérő szerep (2. évad)                             |

## Fordítás
- Ez a szócikk részben vagy egészben  a   Paulo Constanzo című angol Wikipédia-szócikk ezen változatának fordításán alapul.  Az eredeti cikk szerkesztőit annak laptörténete sorolja fel. Ez a jelzés csupán a megfogalmazás eredetét és a szerzői jogokat jelzi, nem szolgál a cikkben szereplő információk forrásmegjelöléseként.